# Yamaha T135
Yamaha T135 – japoński motorower, oferowany także jako  Yamaha Sniper 135 na Filipinach, Yamaha Spark 135 w Tajlandii, Yamaha Exciter w Wietnamie oraz Yamaha Jupiter MX w Indonezji i Singapurze.
Yamaha T135 jest produkowana przez Yamaha Motor Company. Napędzany jest przez czterosuwowy silnik o pojemności 135cm³ chłodzony cieczą, Yamaha T135 została zaprojektowana w Japonii z myślą o rynku południowoazjatyckim.